# Парадокс на котката с масло
Парадоксът на котката с масло е забавен парадокс, базиран на две общоприети вярвания:
- котките винаги се приземяват на лапите си;
- филия с масло винаги пада откъм намазаната си страна.

Този парадокс възниква, когато някой разгледа какво би се случило, ако се прикрепи филия с масло (с намазаната страна нагоре) към гърба на котка, а след това котката се пусне отвисоко. Представен от художника Джон Фрейзи, през 1993 година парадоксът печели състезание за парадокси на списание „Omni“.

## Мисловни експерименти
Някои шеговито застъпват мнението, че експериментът би довел до антигравитационен ефект. Те считат, че с падането на котката към земята скоростта ѝ ще се намали, ще започне да се върти, същевременно опитвайки се да се приземи на лапите си. През юни 2003 година Кимбърли Майнър печели студентска академична награда за филма си „Perpetual Motion“ (Вечно движение).

## В хумора
Парадоксът се появява в британската телевизионна игра „QI“, където е дискутиран. В хода на обсъждането възникват някои интересни въпроси, сред които:
- „Щеше ли да проработи, ако бяхте използвали маргарин?“;
- „Все още ли щеше да работи, ако бяхте използвали „I Can't Believe It's Not Butter?“;[4]
- „Ами ако филията е била покрита с нещо, което не е масло, но котката го е помислила точно за такова?“.[5]

Появява се и в епизода „Gravitational anarchy“ на научното радиопредаване „RadioLab“. По-късно е създадена хумористична анимация на основата на аудиозапис от това предаване.
В основата на реклама на бразилската енергийна напитка „Flying Horse“ стои именно тази идея. В рекламата е осъществен (в крайна сметка „успешен“) опит за постигане на вечна енергия.

## В действителност
Котките притежават способността да се обърнат във въздуха, ако падат с гърба надолу. Този техен рефлекс се появява на възраст 3 – 4 седмици и се усъвършенства на седмата седмица.
Обичайно филията пада на пода откъм намазаната страна поради начина, по който се изпуска (пада от масата). Падне ли филията от масата, тя се завърта. В 81% от случаите намазаната страна осъществява контакт с пода.